# 1972
1972. је била преступна година.

## Догађаји

### Јануар
- 26. јануар — Стјуардеса Весна Вуловић, једина је преживела пад ЈАТ-овог авиона на линији Стокхолм-Копенхаген-Загреб-Београд.
- 30. јануар — Пакистан напустио Комонвелт у знак протеста због одлуке Велике Британије, Аустралије и Новог Зеланда да признају Бангладеш.
- 30. јануар — Британски војници у Лондондерију, у Северној Ирској, убили су 13 људи, учесника забрањеног марша за људска права католика.

### Фебруар
- 14. фебруар — Луна 20, совјетски свемирски брод без људске посаде кренуо ка Месецу, одакле је након 11 дана донео узорке Месечевог тла.
- 21. фебруар — Ричард Никсон је допутовао у Пекинг као први председник САД у посети Народној Републици Кини.

### Март
- 2. март — Лансирана је свемирска сонда Пионир 10.
- 24. март — Уједињено Краљевство је успоставило директну контролу у Северној Ирској да би се спречили сукоби паравојних група римокатолика и протестаната.
- 27. март — Споразумом у Адис Абеби окончан је Први судански грађански рат.

### Април
- 10. април — Више од 50 земаља, укључујући САД и СССР, потписало је конвенцију о забрани биолошког оружја.
- 20. април — Амерички свемирски брод „Аполо 16“ се спустио на Месец.

### Мај
- 16. мај — Председници СФРЈ и Румуније Јосип Броз Тито и Николае Чаушеску у рад пустили хидроенергетски систем „Ђердап“ на Дунаву.
- 22. мај — Председник САД Ричард Никсон срео се у Москви с председником Врховног совјета СССР Леонидом Брежњевим, као први председник САД који је посетио Совјетски Савез.
- 22. мај — Цејлон постао република у оквиру Британског комонвелта, под називом Шри Ланка.
- 26. мај — У Москви је потписан први споразум СССР и САД о ограничењу стратегијског нуклеарног наоружања (САЛТ 1).

### Јун
- 9. јун — Велике кише су изазвале пуцање бране у Црним брдима у Јужној Дакоти, што је изазвало бујицу која је усмртила 238 особа.
- 17. јун — Пет оперативаца Беле куће је ухапшено због провале у уреде Националног демократског комитета у хотелу Вотергејт у покушају неких припадника Републиканске странке да шпијунира опозицију.
- 20. јун — 19 припадника Бугојанске групе је тајно прешло југословенско-аустријску границу.

### Јул
- 22. јул — Совјетска космичка сонда „Венера-8“ спустила се на површину Венере са које је 10 минута, пре него што су изгорели инструменти, емитовала податке.
- 24. јул — Југословенске службе безбедности су ухватиле последње чланове Бугојанске групе.

### Август
- 11. август — Последња америчка војна копнена јединица је напустила Јужни Вијетнам.

### Септембар
- 1. септембар — Амерички велемајстор Роберт Фишер је у мечу у Рејкјавику победио совјетског велемајстора Бориса Спаског резултатом 12,5:8,5 и постао 11. првак света у шаху.
- 4. септембар — На Олимпијским играма у Минхену амерички пливач Марк Спиц освојио је седму медаљу и тиме поставио рекорд у освојеним медаљама на једној Олимпијади.
- 5. септембар — Припадници палестинске терористичке организације „Црни септембар“ киднаповали су, а потом убили 11 израелских спортиста, учесника Олимпијских игара у Минхену.

### Октобар
- 26. октобар — Високи функционери ЦК СК Србије, Марко Никезић и Латинка Перовић, поднели оставке на своје положаје због неслагања са политиком Савеза комуниста Југославије.

### Децембар
- 18. децембар — САД су у Вијетнамском рату почеле масовно бомбардовање Ханоја које је трајало непрекидно 12 дана и ноћи.

### Датум непознат
- Епидемија великих богиња у СФРЈ.

## Рођења

### Јануар
- 1. јануар — Алехандро Монтекија, аргентинско-италијански кошаркаш[1]
- 1. јануар — Милена Павловић, српска глумица[2]
- 1. јануар — Лилијан Тирам, француски фудбалер[3]
- 5. јануар — Сакис Рувас, грчки певач, глумац, ТВ водитељ и скакач мотком
- 10. јануар — Радован Ћурчић, српски фудбалер и фудбалски тренер[4]
- 11. јануар — Аманда Пит, америчка глумица[5]
- 19. јануар — Дре де Матео, америчка глумица[6]
- 14. јануар — Предраг Госта, српски диригент и чембалиста[7]
- 14. јануар — Жикица Милосављевић, српски рукометаш[8]
- 20. јануар — Оскар Дроњак, шведски музичар, најпознатији као оснивач и гитариста групе
- 21. јануар — Кет Пауер, америчка музичарка, глумица и модел[9]
- 22. јануар — Кати Барбери, мексичко-америчка глумица[10]
- 22. јануар — Сулејман Рушити, македонски политичар[11]
- 25. јануар — Чантал Андере, мексичка глумица и певачица[12]

### Фебруар
- 1. фебруар — Дејан Зечевић, српски редитељ и сценариста[13]
- 2. фебруар — Дана Интернашонал, израелска певачица
- 9. фебруар — Дарен Фергусон, шкотски фудбалер и фудбалски тренер[14]
- 14. фебруар — Саша Ћурчић, српски фудбалер и фудбалски тренер[15]
- 17. фебруар — Били Џо Армстронг, амерички музичар, музички продуцент и глумац[16]
- 17. фебруар — Ралфи Меј, амерички стендап комичар и глумац (прем. 2017)[17]
- 17. фебруар — Тејлор Хокинс, амерички музичар, најпознатији као бубњар групе Foo Fighters (прем. 2022)[18]
- 22. фебруар — Мајкл Ченг, амерички тенисер
- 29. фебруар — Сол Вилијамс, амерички музичар, песник, писац и глумац[19]

### Март
- 1. март — Југ Радивојевић, српски редитељ[20]
- 2. март — Рене Биторајац, хрватски глумац[21]
- 2. март — Маурисио Покетино, аргентински фудбалер и фудбалски тренер[22]
- 3. март — Жељко Топаловић, српски кошаркаш[23]
- 6. март — Шакил О’Нил, амерички кошаркаш
- 8. март — Георгиос Георгијадис, грчки фудбалер и фудбалски тренер[24]
- 8. март — Андреј Мељниченко, руски индустријалац и милијардер
- 10. март — Тимбаланд, амерички музичар, музички продуцент и ди-џеј[25]
- 11. март — Тарик Филиповић, хрватски глумац и ТВ водитељ[26]
- 14. март — Стеван Плетикосић, српски стрелац[27]
- 16. март — Велибор Радовић, црногорско-израелски кошаркаш и кошаркашки тренер[28]
- 20. март — Педро Лами, португалски аутомобилиста, возач Формуле 1[29]
- 22. март — Шон Бредли, америчко-немачки кошаркаш[30]
- 23. март — Јонас Бјеркман, шведски тенисер
- 24. март — Марко Перовић, српски фудбалер[31]
- 26. март — Лесли Ман, америчка глумица[32]
- 28. март — Ник Фрост, енглески глумац, комичар, сценариста и продуцент[33]
- 29. март — Руи Коста, португалски фудбалер[34]
- 30. март — Карел Поборски, чешки фудбалер[35]
- 31. март — Дејан Котуровић, српски кошаркаш[36]

### Април
- 3. април — Кетрин Макормак, енглеска глумица[37]
- 3. април — Ђула Мештер, српски одбојкаш[38]
- 4. април — Александар Братић, босанскохерцеговачки фудбалер[39]
- 4. април — Марко Живић, српски глумац и ТВ водитељ (прем. 2021)[40]
- 5. април — Иван Јевтовић, српски глумац и музичар[41]
- 8. април — Растко Јанковић, српски глумац и певач[42]
- 9. април — Жељко Ребрача, српски кошаркаш
- 10. април — Марио Станић, хрватски фудбалер[43]
- 13. април — Илија Белошевић, српски кошаркашки судија[44]
- 14. април — Петар Пуача, српски фудбалер[45]
- 16. април — Кончита Мартинез, шпанска тенисерка[46]
- 16. април — Паоло Негро, италијански фудбалер и фудбалски тренер[47]
- 17. април — Џенифер Гарнер, америчка глумица[48]
- 18. април — Ацо Пејовић, српски певач[49]
- 19. април — Ривалдо, бразилски фудбалер[50]
- 20. април — Кармен Електра, америчка глумица, певачица, плесачица и модел[51]
- 20. април — Жељко Јоксимовић, српски музичар и музички продуцент
- 20. април — Марко Кон, српски композитор, продуцент и музичар
- 21. април — Северина, хрватска певачица и глумица[52]

### Мај
- 1. мај — Дејан Алексић, српски књижевник
- 2. мај — Двејн Џонсон, амерички глумац, продуцент и рвач[53]
- 4. мај — Мајк Дернт, амерички музичар, најпознатији као басиста групе Green Day[54]
- 6. мај — Александар Јанковић, српски фудбалер и фудбалски тренер[55]
- 9. мај — Лиса Ен, америчка порнографска глумица[56]
- 11. мај — Конча Буика, шпанска музичарка
- 16. мај — Хари Пејтон, амерички глумац[57]
- 21. мај — The Notorious B.I.G., амерички хип хоп музичар (прем. 1997)[58]
- 23. мај — Рубенс Барикело, италијански аутомобилиста, возач Формуле 1[59]
- 25. мај — Октејвија Спенсер, америчка глумица и филмска продуценткиња[60]
- 26. мај — Золтан Сабо, српски фудбалер и фудбалски тренер (прем. 2020)
- 27. мај — Ивет Сангало, бразилска певачица
- 29. мај — Лаверн Кокс, америчка глумица[61]
- 31. мај — Никола Лончар, српско-шпански кошаркаш[62]

### Јун
- 2. јун — Вентворт Милер, енглеско-амерички глумац и сценариста[63]
- 3. јун — Жили Гаје, француска глумица и филмска продуценткиња[64]
- 4. јун — Милица Михајловић, српска глумица[65]
- 4. јун — Стоја, српска певачица[66]
- 7. јун — Карл Ербан, новозеландски глумац[67]
- 16. јун — Борислава Перић, српска стонотенисерка и параолимпијка
- 16. јун — Џон Чо, корејско-амерички глумац[68]
- 19. јун — Жан Дижарден, француски глумац[69]
- 19. јун — Робин Тани, америчка глумица[70]
- 23. јун — Селма Блер, америчка глумица[71]
- 23. јун — Зинедин Зидан, француски фудбалер и фудбалски тренер[72]
- 24. јун — Роби Макјуен, аустралијски бициклиста[73]

### Јул
- 3. јул — Владимир Кецмановић, српски писац и сценариста
- 3. јул — Маја Петрин, хрватска глумица (прем. 2014)
- 4. јул — Нина Бадрић, хрватска музичарка[74]
- 7. јул — Лиса Лесли, америчка кошаркашица[75]
- 8. јул — Виорел Молдован, румунски фудбалер и фудбалски тренер
- 10. јул — Софија Вергара, колумбијско-америчка глумица, ТВ водитељка и модел[76]
- 11. јул — Мајкл Розенбаум, амерички глумац[77]
- 12. јул — Тибор Бенедек, мађарски ватерполиста и ватерполо тренер (прем. 2020)[78]
- 12. јул — Ненад Јездић, српски глумац[79]
- 17. јул — Јап Стам, холандски фудбалер и фудбалски тренер[80]
- 22. јул — Наташа Нинковић, српска глумица[81]
- 23. јул — Марлон Вејанс, амерички глумац, комичар, сценариста и продуцент[82]
- 27. јул — Маја Рудолф, америчка глумица, комичарка и музичарка[83]
- 27. јул — Игор Ташевски, српски фудбалер[84]

### Август
- 2. август — Моника Ромић, српска глумица[85]
- 4. август — Предраг Ђорђевић, српски фудбалер[86]
- 6. август — Џери Халивел, енглеска музичарка, модна дизајнерка, списатељица и глумица[87]
- 10. август — Енџи Хармон, америчка глумица[88]
- 12. август — Светлана Илић, српска одбојкашица и одбојкашка тренеркиња[89]
- 13. август — Сања Радан, српска ТВ водитељка
- 15. август — Бен Афлек, амерички глумац, режисер, сценариста и продуцент[90]
- 21. август — Ненад Максић, српски рукометаш и рукометни тренер[91]
- 24. август — Срдан Голубовић, српски редитељ, сценариста и продуцент[92]
- 25. август — Џо Рајт, енглески режисер[93]
- 30. август — Камерон Дијаз, америчка глумица[94]
- 30. август — Павел Недвед, чешки фудбалер

### Септембар
- 2. септембар — Сергеј Трифуновић, српски глумац и политичар[95]
- 4. септембар — Данијел Нестор, канадски тенисер[96]
- 4. септембар — Карлос Понсе, порторикански глумац и музичар[97]
- 6. септембар — Идрис Елба, енглески глумац, продуцент, музичар и ди-џеј[98]
- 7. септембар — Маркус Минх, немачки фудбалер[99]
- 9. септембар — Горан Вишњић, хрватски глумац[100]
- 9. септембар — Шави Пасквал, шпански кошаркашки тренер[101]
- 9. септембар — Драган Ристић, српски музичар, глумац, продуцент и новинар, оснивач групе Кал[102]
- 10. септембар — Дејан Петковић, српски фудбалер и фудбалски тренер[103]
- 18. септембар — Ана Софреновић, српска глумица[104]
- 21. септембар — Лијам Галагер, енглески музичар, најпознатији као певач групе  [105]
- 21. септембар — Милан Калинић, српски глумац и ТВ водитељ[106]
- 27. септембар — Ласа де Села, америчко-мексичка музичарка (прем. 2010)[107]
- 27. септембар — Гвинет Палтроу, америчка глумица[108]
- 28. септембар — Дита фон Тиз, америчка плесачица, глумица, певачица и модел[109]
- 30. септембар — Александра Ковач, српска музичарка

### Октобар
- 1. октобар — Лејла Хатами, иранска глумица и режисерка[110]
- 3. октобар — Јован Перишић, босанскохерцеговачко-српски певач[111]
- 5. октобар — Грант Хил, амерички кошаркаш[112]
- 6. октобар — Данијел Кавана, енглески музичар, најпознатији као суоснивач и гитариста групе
- 6. октобар — Биљана Стојковић, српска еволуциона биолошкиња и политичарка
- 10. октобар — Рикардо Са Пинто, португалски фудбалер и фудбалски тренер[113]
- 14. октобар — Аманда Ди, америчка порнографска глумица
- 15. октобар — Сандра Ким, белгијска музичарка
- 17. октобар — Еминем, амерички хип-хоп музичар, музички продуцент и глумац[114]
- 17. октобар — Таркан, турски музичар[115]
- 21. октобар — Александар Стојковић, српско-босанскохерцеговачки глумац[116]
- 22. октобар — Сафрон Бароуз, енглеско-америчка глумица и модел[117]
- 23. октобар — Кејт дел Кастиљо, мексичка глумица[118]
- 24. октобар — Катарина Жутић, српска глумица[119]
- 27. октобар — Сантијаго Ботеро, колумбијски бициклиста[120]
- 27. октобар — Беки Кол, аустралијска музичарка
- 29. октобар — Габријела Јунион, америчка глумица[121]
- 29. октобар — Ксенија Мијатовић, српска певачица[122]

### Новембар
- 1. новембар — Тони Колет, аустралијска глумица и музичарка[123]
- 1. новембар — Џени Макарти, америчка глумица, модел и ТВ водитељка[124]
- 4. новембар — Луис Фиго, португалски фудбалер[125]
- 6. новембар — Тандивеј Њутон, енглеска глумица[126]
- 6. новембар — Ребека Ромејн, америчка глумица и модел[127]
- 8. новембар — Маја Маријана, српска певачица
- 8. новембар — Гречен Мол, америчка глумица и модел[128]
- 9. новембар — Ерик Дејн, амерички глумац[129]
- 12. новембар — Василиос Циартас, грчки фудбалер[130]
- 14. новембар — Едита Горњак, пољска музичарка[131]
- 14. новембар — Џош Думел, амерички глумац и модел[132]
- 16. новембар — Миси Пајл, америчка глумица и певачица[133]
- 17. новембар — Ирена Мичијевић, српска глумица (прем. 2017)[134]
- 23. новембар — Вероника Авлав, америчка порнографска глумица[135]

### Децембар
- 7. децембар — Херман Мајер, аустријски алпски скијаш[136]
- 9. децембар — Тре Кул, амерички музичар, најпознатији као бубњар групе [137]
- 9. децембар — Фабрис Санторо, француски тенисер[138]
- 10. децембар — Брајан Молко, енглески музичар, најпознатији као певач и гитариста групе
- 11. децембар — Сами ел Џабер, фудбалер из Саудијске Арабије[139]
- 18. децембар — Митко Стојковски, македонски фудбалер[140]
- 19. децембар — Алиса Милано, америчка глумица, продуценткиња и музичарка[141]
- 22. децембар — Ванеса Паради, француска музичарка, глумица и модел[142]
- 27. децембар — Мирослав Чермељ, српски фудбалер[143]
- 28. децембар — Патрик Рафтер, аустралијски тенисер
- 29. децембар — Џуд Ло, енглески глумац[144]
- 31. децембар — Грегори Купе, француски фудбалер[145]

## Смрти

### Јануар
- 1. јануар — Морис Шевалије, француски певач и глумац (* 1888)[146]
- 25. јануар — Ерхард Милх, немачки фелдмаршал (* 1892)
- 27. јануар — Махалија Џексон, америчка госпел певачица (* 1911)[147]

### Фебруар
- 5. фебруар — Меријен Мур, америчка песникиња и књижевна критичарка (* 1887)
- 9. фебруар — Николај Крилов, маршал Совјетског Савеза (* 1903)

### Март
- 27. март — Морис Есхер, холандски графички уметник (* 1898)

### Мај
- 2. мај — Џон Едгар Хувер, први директор Федералног истражног бироа (ФБИ) (* 1895)[148]
- 24. мај — Аста Нилсен, данска глумица, једна од највећих европских звезди немог филма (* 1881)[149]

### Јул
- 28. јул — Северин Бијелић, југословенски и српски глумац (* 1921)[150]

### Август
- 17. октобар — Ђорђе П. Карађорђевић, принц Југославије (* 1887)
- 26. октобар — Игор Сикорски, руски конструктор авиона и хеликоптера (* 1889)

### Октобар
- 9. октобар — Миријам Хопкинс, америчка глумица (* 1902)[151]

### Новембар
- 1. новембар — Езра Паунд, амерички песник и књижевни критичар, један од највећих модернистичких песника у првој половини 20. века (* 1885)[152]

### Децембар
- 6. децембар — Александар Гаврић, српски глумац (* 1932)[153]
- 21. децембар — Паул Хаусер, немачки генерал (* 1880)
- 23. децембар — Андреј Тупољев, руски конструктор авиона (* 1888)
- 26. децембар — Хари Труман, амерички политичар, 33. председник САД (* 1884)[154]

## Нобелове награде
- Физика — Џон Бардин, Леон Нил Купер и Џон Роберт Шрифер
- Хемија — Кристијан Б. Анфинсен; Станфорд Мур и Вилијам Стајн
- Медицина — Џералд М. Еделман и Родни Р. Портер
- Књижевност — Хајнрих Бел
- Мир — Награда није додељена
- Економија — Џон Хикс (УК) и Кенет Ароу (САД)